# デビー・メイヤー
デバラ・エリザベス・メイヤー（Deborah Elizabeth Meyer, 1952年8月14日 - ）は、アメリカ合衆国メリーランド州アナポリス出身のアメリカ人女子競泳選手。1968年メキシコシティーオリンピックで200m自由形・400m自由形・800m自由形の三冠を達成した。オリンピック女子競泳で自由形三冠を達成したのはメイヤーが史上初。2016年リオデジャネイロオリンピックでケイティ・レデッキーが48年ぶりに自由形三冠を達成した。

## 経歴
1967年、パンアメリカン競技大会で400m自由形・800m自由形の二冠を達成した。
この年に400m・800m（7月9日、9分35秒8（ただし後述する1500mの記録を出した際の800m地点ラップ記録））・1500m（7月9日、18分11秒1）の世界新記録を樹立した。

### 1968年メキシコオリンピック
1968年のメキシコオリンピックでは史上初となる200m自由形・400m自由形・800m自由形の三冠を達成した。この年はオリンピック選考会の200m・400m・800m・1500m自由形の4種目で世界新記録を更新した。